# Fabrice Chofor
Fabrice Chofor, né le 3 avril 1998, à Bamenda, est un coureur cycliste camerounais.

## Biographie
Originaire de Bamenda, Fabrice Chofor réside actuellement à Yaoundé. Il apparaît pour la première fois sur des compétitions cyclistes internationales en 2022, alors qu'il est âgé de vingt-quatre ans. En temps normal, il est membre du SNH Vélo Club. Il est aussi régulièrement sélectionné en équipe nationale.
Lors de la saison 2024, il termine deuxième du Tour de Côte d'Ivoire, tout en ayant remporté l'étape inaugurale. Il prend également la troisième place de son championnat national, derrière deux coéquipiers. La même année, il termine sixième d'une étape du Grand Prix Chantal Biya, ou encore douzième du Tour du Cameroun. Il finit par ailleurs quatorzième du Tour du Faso, après être rentré dans le top dix de trois étapes. 
En juin 2025, il se classe quatrième d'une étape du Tour du Cameroun. Quelque temps plus tard, il devient champion national sur route chez les élites, à Boumnyébel.

## Palmarès et résultats

### Par année
- 2024
  - 1re étape du Tour de Côte d'Ivoire
  - 2e du Tour de Côte d'Ivoire
  - 3e du championnat du Cameroun sur route
- 2025
  -  Champion du Cameroun sur route

### Classements mondiaux
| Année           | 2024 |
| --------------- | ---- |
| UCI Africa Tour | 130e |